# Бурх, Марко
Марко Бурх (нем. Marco Burch; род. 19 октября 2000, Швейцария) — швейцарский футболист, защитник польского клуба «Легия», выступающий на правах аренды за «Радомяк».

## Клубная карьера
Бурх — воспитанник клуба «Люцерн». 7 декабря 2019 года в матче против «Янг Бойз» Марко он дебютировал в швейцарской Суперлиге. 1 мая 2021 года в поединке против «Вадуца» Марко забил первый гол за клуб.
Осенью 2023 года перешёл в польский клуб «Легия». 27 сентября в матче против «Погонь Щецин» Бурх дебютировал в польском Экстраклассе.

## Международная карьера
В 2023 году в составе молодёжной сборной Швейцарии Бурх принял участие в молодёжном чемпионате Европы. На турнире он сыграл в матчах группового этапа против Норвегии и Италии.